# Эвиган, Брайана
Брайана Барбара-Джейн Эвиган (англ. Briana Barbara-Jane Evigan, род. 23 октября 1986, Лос-Анджелес, США) — американская актриса и танцовщица, больше всего известная по главным ролям в фильмах «Шаг вперёд 2: Улицы», «Крик в общаге» и «Шаг вперёд: Всё или ничего».

## Ранние годы жизни
Эвиган родилась в городе Лос-Анджелес, штат Калифорния, США. Она была третьим ребёнком в семье Памелы и Грега Эвиган. Её брат Джейсон — певец в группе After Midnight Project, а сестра, Ванесса Ли, — актриса. И отец, и мать Брайаны работают в индустрии развлечений. Отец, Грег Эвиган — певец, композитор, актёр, музыкант; мать, Пэм Серп — актриса, модель и танцовщица. Родители очень пристально следят за каждым шагом своей любимой младшей дочери. Брайана — профессиональная танцовщица и хореограф. На протяжении всех школьных лет она обучалась танцам под управлением опытного специалиста, хореографа и телевизионной знаменитости, Шейн Спаркс. Брайана была на подтанцовке на концертах у различных звезд. После окончания средней школы «Кемпбелл Холл» в 2004 году Брайана Эвиган решает поступить в Valley College в Лос-Анджелесе. Там она становится одной из основателей альтернативной поп-рок группы Moorish Idol, где была в качестве вокалистки и играла на клавишных.

## Карьера
Ещё в детском возрасте исполнила первую роль — дочь главного героя (которого играл её отец) в фильме ужасов «Дом проклятых».
Как профессиональная танцовщица, Эвиган появилась в клипах Flo Rida, T-Pain и Энрике Иглесиаса, в клипе на песню «Numb» она не танцевала. Также у неё были эпизодические роли в сериале «Страх как он есть» и в фильмах «Стильные штучки» и Something Sweet.
В 2008 году она получила принесшую ей популярность роль Энди Уэст в сиквеле танцевально-драматического фильма 2006 года «Шаг вперед» — «Шаг вперёд 2: Улицы». Фильм был снят в конце 2007 года в Балтиморе и выпущен 14 февраля 2008 года, получив негативные отзывы от Rotten Tomatoes и заработав по всему миру $148 424 320. И Эвиган, и Роберт Хоффман получили награду за «Лучший поцелуй» на MTV Movie Awards 2008.
В 2009 году она снялась в независимых фильмах «Тема: Я люблю тебя» и «Во власти тигра». Также она появилась в сиквеле к культовому фильму «Донни Дарко» — «С. Дарко», вместе с Джеймсом Лафферти и Эдом Вествиком. Первоначально предназначенный для показа в кинотеатрах, фильм был выпущен только на DVD 12 мая 2009 года и получил негативные отзывы.
В августе 2008 года стало известно, что Эвиган получила главную роль в ремейке малобюджетного фильма ужасов 1983 года «На греческой улице» — «Крик в общаге» киностудии Summit Entertainment. Она снялась в этой картине вместе с Одриной Пэтридж, Румер Уиллис и Джейми Чон. 2 апреля 2009 года Эвиган получила награду ShoWest вместе с другими звездами из фильма «Крик в общаге» в номинации Female Star of Tomorrow.
В 2010 году она снялась в одноимённом ремейке фильма 1980 года «День матери» вместе с Джейми Кинг и Алексой Вегой. В 2012 году вышел фильм «Дьявольский карнавал», где Эвиган и Алекса Вега вновь работали вместе. В 2014 году Эвиган снялась в пятом фильме франшизы «Шаг вперёд» — «Шаг вперёд: Всё или ничего» в роли Энди Уэст.

## Личная жизнь
С 2008 по конец 2009 года встречалась с членом группы Wicker Максом Нэшем. С 2009 года встречается с американским актёром, известным по роли Адама Рузека в телесериале «Полиция Чикаго», Патриком Флугером.

## Фильмография
| Год  |     | Русское название            | Оригинальное название           | Роль               |
| ---- | --- | --------------------------- | ------------------------------- | ------------------ |
| 1996 | ф   | Дом проклятых               | House of the Damned             | Обри Саут          |
| 2004 | кор | —                           | Something Sweet                 | фанатка актрисы #1 |
| 2006 | в   | Стильные штучки             | Bottoms Up                      | школьница #1       |
| 2008 | ф   | Шаг вперёд 2: Улицы         | Step Up 2: The Streets          | Энди Уэст          |
| 2008 | с   | Страх как он есть           | Fear Itself                     | Хелен              |
| 2009 | ф   | С. Дарко                    | S. Darko                        | Кори               |
| 2009 | ф   | Крик в общаге               | Sorority Row                    | Кэссиди            |
| 2010 | ф   | Во власти тигра             | Burning Bright                  | Келли Тейлор       |
| 2010 | ф   | День матери                 | Mother’s Day                    | Аннетт Лэнгстон    |
| 2010 | ф   | Герои-чудовища              | Monster Heroes                  | Свектор Орлаф      |
| 2011 | ф   | Тема: Я люблю тебя          | Subject: I Love You             | Бабочка            |
| 2012 | ф   | Семейные тайны              | Rites of Passage                | Пенелопа           |
| 2012 | ф   | Дьявольский карнавал        | The Devil’s Carnival            | мисс Мерривуд      |
| 2012 | ф   | Тайник                      | Stash House                     | Эми Нэш            |
| 2012 | ф   | Игры преисподней            | Mine Games                      | Лайла              |
| 2012 | тф  | Рождественская звезда       | A Star for Christmas            | Кэсси              |
| 2013 | с   | Лонгмайер                   | Longmire                        | Брэнди Колетт      |
| 2013 | ф   | Она меня не любит           | She Loves Me Not                | Шарлотта           |
| 2014 | ф   | Шаг вперёд: Всё или ничего  | Step Up: All In                 | Энди Уэст          |
| 2014 | ф   | Некая справедливость        | A Certain Justice               | Таня               |
| 2014 | ф   | Моника                      | Lap Dance                       | Таша               |
| 2014 | ф   | Паранормальный остров       | Paranormal Island               | Айви               |
| 2015 | с   | От заката до рассвета       | From Dusk Till Dawn: The Series | Соня               |
| 2015 | тф  | —                           | Once Upon a Holiday             | Кэйти              |
| 2016 | ф   | В понедельник, в 11:01 утра | Monday at 11:01 A.M.            | Оливия             |
| 2016 | ф   | Игрушка                     | ToY                             | Хлоя               |
| 2016 | ф   | Всё, что нужно — любовь?    | Love Is All You Need?           | Джут Клейн         |
| 2016 | ф   | Карнавал Дьявола: Аллилуйя! | Alleluia! The Devil’s Carnival  | мисс Мерривуд      |
| 2017 | тф  | —                           | Nanny’s Nightmare               | Саммер Пратт       |
| 2017 | кор | —                           | SockMonster                     | Энн                |
| 2018 | кор | —                           | Angel of Anywhere               | Мишель             |
| 2018 | ф   | Тайная жена моего мужа      | My Husband’s Secret Wife        | Мелани             |
| 2018 | ф   | Красная река                | River Runs Red                  | Мэрилин            |
| 2019 | с   | —                           | The Grindhouse Radio            | в роли самой себя  |

### Съёмки в клипах
| Год  | Название клипа                             | Исполнитель     | Примечание                                                  |
| ---- | ------------------------------------------ | --------------- | ----------------------------------------------------------- |
| 2003 | Numb                                       | Linkin Park     |                                                             |
| 2008 | Low                                        | Flo Rida        | feat. T-Pain                                                |
| 2008 | Push                                       | Энрике Иглесиас |                                                             |
| 2008 | Church                                     | T-Pain          |                                                             |
| 2008 | I Don’t Think When I Dance                 | Брайана Эвиган  | хореография Брайаны Эвиган; слова Джейсона и Брайаны Эвиган |
| 2009 | Get U Home                                 | Shwayze         |                                                             |
| 2018 | Give Me Your Hand                          | Shannon K       |                                                             |
| 2019 | Never Alone (Paul Oakenfold & Varun Remix) | Эммануэль Келли |                                                             |